# Urophora flexuosa
Urophora flexuosa
 es una especie de insecto díptero del género Urophora de la familia Tephritidae. Jacques-Marie-Frangile Bigot lo describió científicamente por primera vez en el año 1857.